# 小教授二号

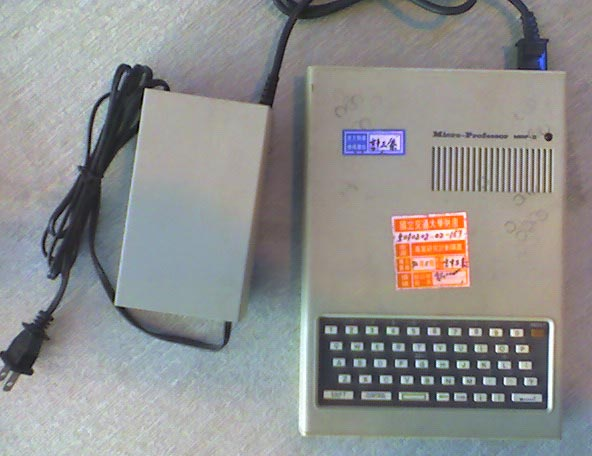
小教授二号

小教授二号（Microprofessor II，MPF II）在1982年上市发表。它是宏碁（当时英文名为Multitech）的第二种品牌电脑产品，也是一种最早的Apple II复制机。它看起来并不像大部份其他个人电脑。它的机箱是长方形的塑膠盒，正面下方嵌着小型的软胶键盘。
在1983年，小教授二号在英国贩售，含税零售价是269英鎊。
小教授二号支援中文培基。是基于Applesoft BASIC中文化的BASIC语言。

## 与Apple II的不同
小教授二号并不完全与Apple II兼容。
小教授二号没有Apple II的文字模式。所有的文字都是由软件"画"在螢幕上，而不是经由硬件产生。这在当时是使电脑能显示中文的唯一最具经济效益的方式，因为当时基于硬件的中文产生器要价上百美元。
如同Apple II，小教授二号有两个图形缓冲器，但第二个缓冲器在位址A000H，而Apple II的在4000H。
MPF-II的键盘介面相当简单，是由一个8位输出口及一个直接连结至键盘矩阵的输入口组成。它没有苹果的摇杆介面，取而代之的是键盘方向键与两个功能键。

## 技术訊息
- 中央處理器：MOS 6502處理器
- 時脈：1 MHz
- RAM：64 KB
- ROM：16 KB（其中12KB是BASIC编译器）
- 文字模式：40×24（使用图形模式）
- 图像模式：280×192
- 颜色：8色
- 音效：单声道1位元音效
- 连接埠：键盘、打印机、扩充埠、录音带输入/输出口、电视输出口。
- 可选周边设备：55键完全尺寸键盘、软驱、加热与点矩阵打印机、摇杆。
- 电源供应：外置电源供应器，5.12伏特